# Klasyfikacja dwukropkowa
Klasyfikacja Dwukropkowa (KD, ang. Colon Classification, CC) – klasyfikacja piśmiennictwa opracowana przez Shiyali Ramamritę Ranganathana, wykładowcę matematyki na Uniwersytecie w Madrasie (później profesora katedry księgoznawstwa w Delhi), któremu w 1924 r. powierzono zadanie reorganizacji zbiorów biblioteki tej uczelni. Pierwsza wersja KD została opublikowana w 1933 r. Nazwa tej klasyfikacji pochodzi od dwukropka, będącego jedynym elementem łączącym symbole w pierwszej wersji klasyfikacji. KD jest pierwszą klasyfikacją fasetową (o strukturze polihierarchicznej), która stała się wzorem dla współcześnie najbardziej rozpowszechnionego modelu hierarchicznej organizacji słownictwa wykorzystywanego do wyszukiwania informacji. Klasy szczegółowe (tzw. izolaty, czyli pojęcia składające się na tematy dokumentów) zorganizowane są w niej wg dwóch kryteriów: przynależności do określonej dziedziny lub dyscypliny (podział dyscyplinarny) i przynależności do określonej kategorii pojęciowej (podział kategorialny). 

## Działy
Podział dyscyplinarny KD w kolejnych jej wersjach był rozbudowywany. W pierwszej wersji klasyfikacji obejmował 33 klasy główne, w drugiej, wydanej w latach 50. XX w. składał się z 42 działów,  W ostatnim, siódmym wydaniu tablic KD z 1987 r. schemat podziału dyscyplinarnego klasyfikacji został rozbudowany do 108 tzw. klas podstawowych i 10 tzw. klas uogólnionych. Klasy podziału dyscyplinarnego ułożone są według ewolucyjnej koncepcji wiedzy, od nauk przyrodniczych począwszy, a skończywszy na naukach społecznych i oznaczone cyframi arabskimi, literami alfabetu łacińskiego oraz wybranymi literami alfabetu greckiego. Schemat działów głównych w ostatniej wersji tablic KD obejmował następujące klasy:
a  Bibliografia
k  Encyklopedie ogólne
m Czasopisma ogólne
p Materiały konferencyjne
w Biografie
z Generalia
1 Wiedza ogólnie
2 Bibliotekoznawstwo
3 Księgoznawstwo
4 Komunikacja masowa (Medioznawstwo)
8 Zarządzanie 
A Nauki ścisłe i przyrodnicze
B Matematyka
C Fizyka
D Nauki techniczne
E Chemia
F Technologia chemiczna
G Biologia
H Geologia
I Botanika
J Nauki rolnicze
K Zoologia
L Medycyna
M Nauki stosowane
Δ Spirytualizm i mistycyzm
N Sztuka
O Literatura
P Język
Q Religia
R Filozofia
S Psychologia
T Edukacja
U Geografia
V Historia
W Nauki polityczne
X Ekonomia
Y Socjologia
Z Prawo
B*Z  Nauki matematyczne i fizyczne
G*Z Nauki o życiu
K*Z Nauki o zwierzętach
L*Z Nauki medyczne
MZ*Z Humanistyka i nauki społeczne
MZ*ZZ Humanistyka
S*Z Nauki behawioralne
T*Z Nauki społeczne

## Kategorie i fasety
Podział kategorialny w KD obejmuje pięć tzw. kategorii podstawowych (ang.  Fundamental Categories):
- P – Personality (Indywiduum): kategoria oznaczająca pojęcia posiadające cechy indywidualne, tj. obiekty i ich części, oznaczana przecinkiem (,)
- M – Matter (Materia): kategoria materiału i własności, oznaczana średnikiem (;)
- E – Energy (Energia): kategoria procesów i działań, oznaczana dwukropkiem (:)
- S – Space (Przestrzeń): kategoria miejsca, lokalizacji przestrzennej, oznaczana kropką (.)
- T – Time (Czas): kategoria czasu, lokalizacji chronologicznej, oznaczana apostrofem (')

Izolaty należące do tej samej kategorii wyodrębnionej w ramach tej samej klasy dziedzinowej tworzą tzw. fasety (podkategorie), np. w klasie D (Nauki techniczne) w kategorii P (Indywiduum) wyodrębniona jest faseta 5 Transport - pojazdy, obejmująca pojęcia odpowiadające różnym typom pojazdów poruszających się w różnych środowiskach, np. 51 Pojazdy lądowe, 5153 Wagony kolejowe, 52 Pojazdy wodne, 521 Łodzie, 523 Statki parowe.   
Klasyfikacja Dwukropkowa wymaga od opracowującego szczegółowej analizy treści dokumentów, tzw. analizy fasetowo-fazowej. Technika tworzenia symboli powoduje, że KD jest bardziej skomplikowana od innych klasyfikacji. Poza bibliotekami indyjskimi, korzystają z tej klasyfikacji niektóre orientalistyczne biblioteki angielskie. Po śmierci twórcy rozwojem KD zajmuje się Ośrodek Badań i Szkolenia w zakresie Dokumentacji (Documentation Research and Training Center) w Bangalore.